# Castell-llebre
Castell-llebre es un núcleo del municipio de la Peramola, en la Alto Urgell. Se encuentra en una orilla a la derecha del Segre por encima del grau de Oliana, cerca del pantano de Oliana, dominando la entrada del desfiladero del Segre. Actualmente tiene 3 habitantes. Hay una antigua iglesia de la Virgen María de Castell-llebre. Se  puede encontrar los restos de la antigua fortaleza de Castell-llebre. En la casa de Eroles nació el militar carlista Bartolomé Porredón.